# Anoplophora ryukyensis
Anoplophora ryukyensis är en skalbaggsart som beskrevs av Stefan von Breuning och Nobuo Ohbayashi 1964. Anoplophora ryukyensis ingår i släktet Anoplophora och familjen långhorningar. Inga underarter finns listade i Catalogue of Life.